# Matt Earl Beesley
Matthew Earl "Matt" Beesley est un réalisateur de télévision américain. Il a réalisé certains épisodes de séries télévisées comme Les Experts, Prison Break, Lost, New York, unité spéciale, Esprits criminels, The Closer : L.A. enquêtes prioritaires ou encore Les Experts : Miami. Il réalisa en 1998 le film Ultime Recours (Point Blank) avec Mickey Rourke.